# Bni Hilal
Bni Hilal  (in arabo بني هلال‎?) è un centro abitato e comune rurale del Marocco situato nella provincia di Sidi Bennour, regione di Casablanca-Settat. Conta una popolazione di 17 843 abitanti (censimento 2014).